# لوتشو باريوس
لوتشو باريوس (بالإسبانية: Lucho Barrios)‏ هو مغني بيروفي، ولد في 22 أبريل 1935 في كاياو في بيرو، وتوفي في 5 مايو 2010 بسبب متلازمة الاختلال العضوي المتعدد.

## وصلات خارجية
- لوتشو باريوس على موقع ميوزك برينز (الإنجليزية)
- لوتشو باريوس على موقع ديسكوغز (الإنجليزية)